# برزي (كلب)
البُرزيّ أو (نقحرة: بورزوي) (بالروسية: борзая) (بالإنجليزية: Borzoi)، كلب صيد روسي، من سلالة الكلاب المحلية.

## تأريخياً
يعتقد أن كلب بُرزيّ جُلبَ إلى روسيا من الإمبراطورية البيزنطية، و من الغزاة المغول، و أنه تطور من كلاب الصيد المنغولية.

## معرض صور

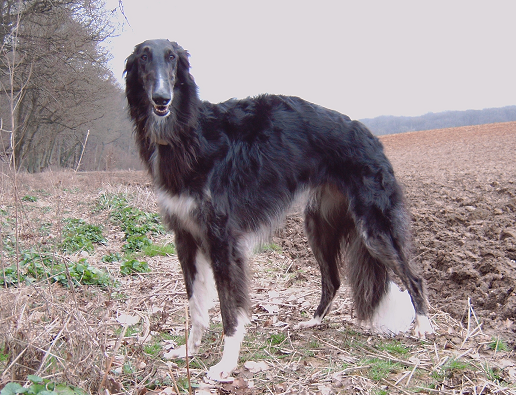
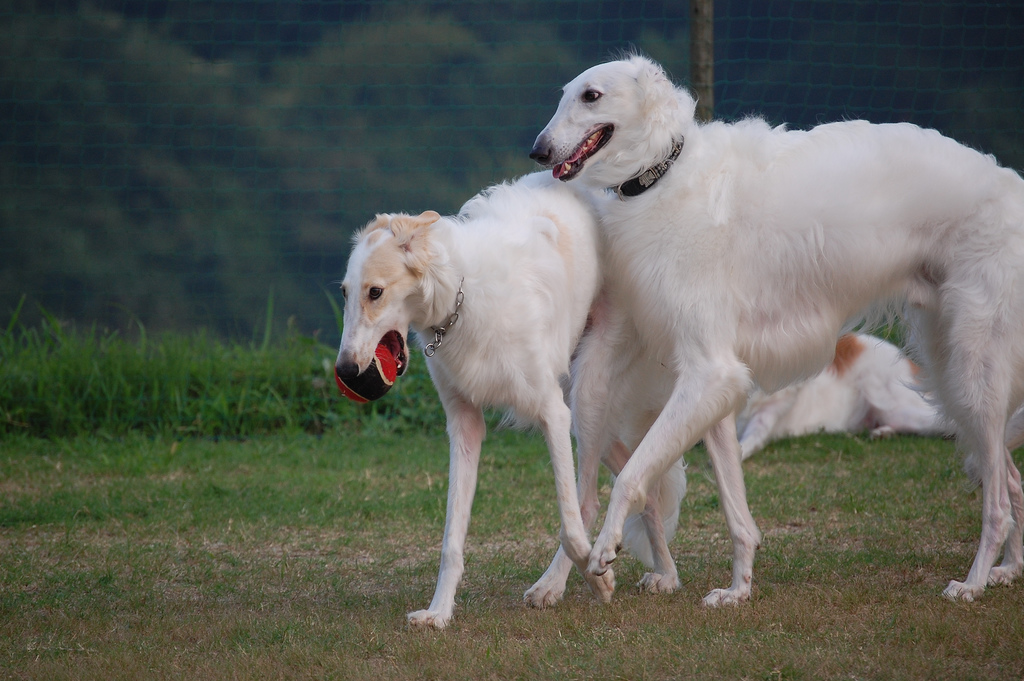
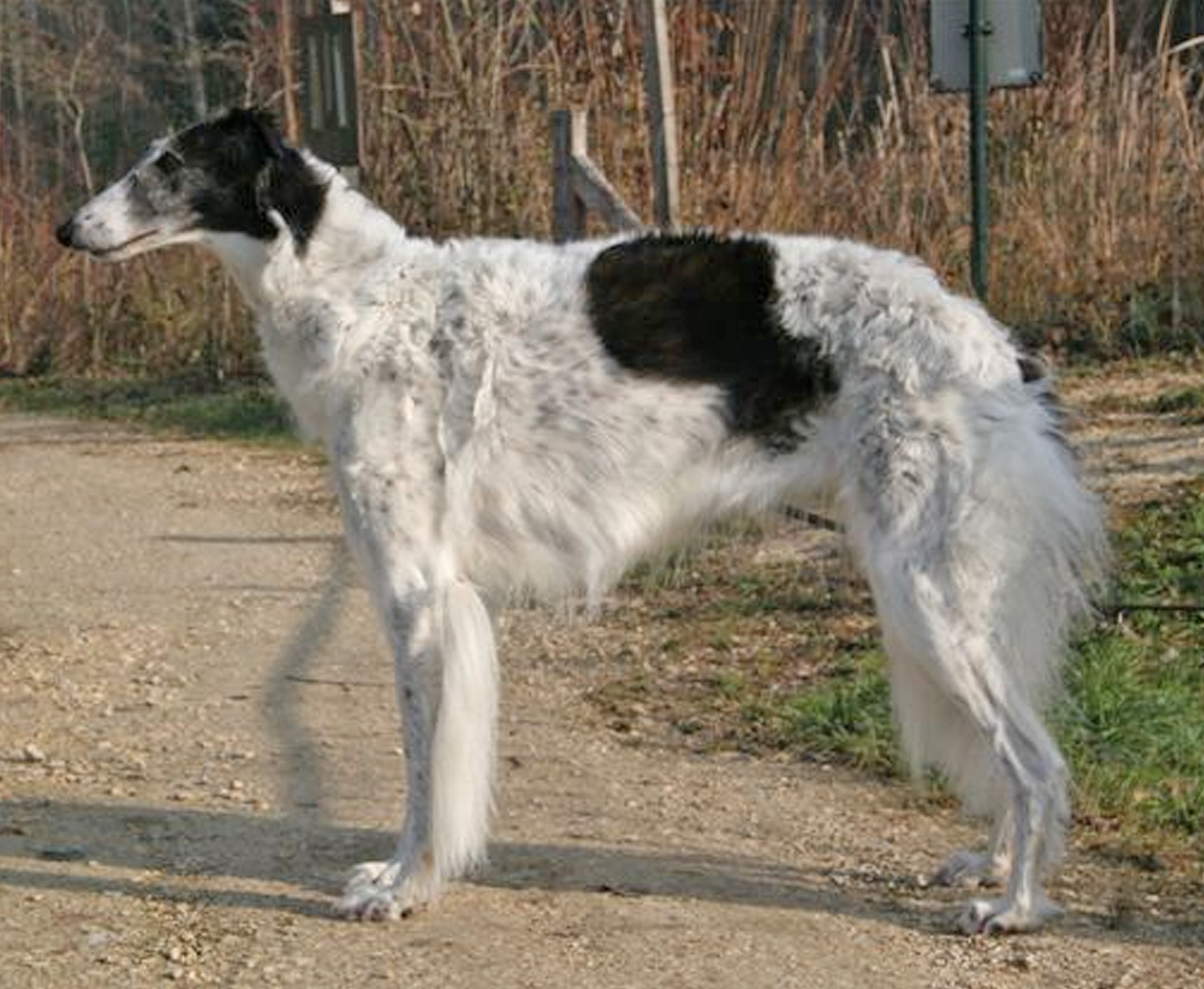
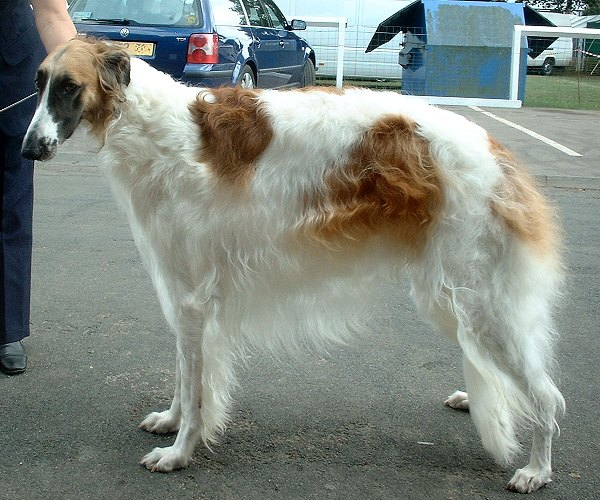

## الاستخدام
يستخدم كلب بُرزيّ عادة لصيد الذئاب.